# Cayo Popeo Sabino
Cayo o Gayo Popeo Sabino  (en latín: Gaius Poppaeus Sabinus; fallecido en el año 35) fue un senador romano que  vivió a finales del siglo I a. C. y principios del siglo I, y desarrolló su cursus honorum bajo los reinados de Augusto y Tiberio. Fue cónsul ordinario en el año 9 junto con Quinto Sulpicio Camerino como compañero. Posteriormente ejerció de gobernador de Moesia del año 15 al 35.

## Carrera política
Cayo Popeo Sabino fue elegido para el consulado junto con Quinto Sulpicio Camerino en el año 9. Sirvieron hasta la calendas de julio, momento en el que fueron sucedidos por el hermano de Sabino, Quinto Popeo Secundo, y Marco Papio Mutilo, autores de la lex Papia Poppaea, una ley que pretendía reforzar y fomentar el matrimonio.
Del año 15 hasta su fallecimiento en el 35, Sabino sirvió como gobernador de Moesia. Gozó de la amistad de los emperadores Augusto y Tiberio.
Durante el reinado de Tiberio, Sabino sofocó una revuelta en Tracia en el año 26. Por ello se le concedieron los ornamenta triumphalia.
Popeo Sabino falleció a finales de diciembre del año 35. Se cree que murió por causas naturales. 

## Descendencia
Sabino era el padre de Popea Sabina la Mayor y el abuelo materno de Popea Sabina, la segunda esposa del futuro emperador Nerón.